# Partito dei Lavoratori del Kurdistan
Il Partito dei Lavoratori del Kurdistan (in curdo Partîya Karkerén Kurdîstan‎, sigla PKK; in turco Kürdistan İşçi Partisi) è stata un'organizzazione politica e paramilitare, diffusa prevalentemente nell'altopiano del Kurdistan, sostenuta principalmente dalle masse popolari (prevalentemente agricole) nel Kurdistan turco, nel sud-est della Turchia, zona popolata dall'etnia curda, ma attiva anche nel Kurdistan iracheno.
Inizialmente fu un'organizzazione nazionalista curda d'ispirazione marxista-leninista, rivendicante, similmente agli iracheni Partito Democratico Curdo (KDP o PDK) e Unione Patriottica del Kurdistan (KPU), ai partiti iraniani Partito Democratico del Kurdistan Iraniano e Partito per la Vita Libera in Kurdistan (PJAK), al siriano Partito dell'Unione Democratica (PYD) e altri partiti curdi minori, la fondazione di uno Stato indipendente nella regione storico-linguistica del Kurdistan, a cavallo tra Turchia, Iraq, Iran e Siria.
A partire dal 1999, il leader incarcerato Abdullah Öcalan ha abbandonato il marxismo-leninismo, rimuovendo il simbolo della falce e martello dalla bandiera del PKK, portando il partito ad adottare la nuova piattaforma politica del confederalismo democratico (ispirato dalle letture, maturate durante la sua prigionia, dell'opera del pensatore anarchico Murray Bookchin, inerenti alle teorie del municipalismo libertario e dell'ecologia sociale).
Secondo le cifre ufficiali, la guerra aperta tra il PKK e lo Stato turco avrebbe causato almeno 40.000 morti dal 1984 al 2015, per lo più combattenti e civili del PKK. Durante questo periodo, gran parte del Kurdistan turco è stato devastato dalla strategia della “terra bruciata” impiegata dall'esercito turco. Nel 2015, il PKK ha spostato le sue basi nel Kurdistan iracheno, dove le forze armate turche effettuano frequenti raid e attacchi aerei.
Il gruppo, tuttavia, è stato da più parti accusato di terrorismo per i suoi metodi di lotta (come l'uso di attentati dinamitardi e kamikaze contro obiettivi militari turchi - questi ultimi ritenuti oppressori del popolo curdo, specie in seguito alle sanguinose repressioni del governo di Ankara - o anche a sequestri di occidentali). È stato accusato dal regime turco e da ambienti filo-turchi di essere un vero e proprio sindacato criminale, implicato soprattutto nel traffico di stupefacenti, tramite il quale finanzierebbe la propria attività insurrezionale. 
È attualmente considerato un'organizzazione terroristica dalla Turchia, dagli Stati Uniti d'America, dall'Unione europea (sebbene, nel 2008, il Tribunale dell'Unione europea abbia deliberato in sfavore della scelta fatta in materia dall'Unione e nel 2018 la Corte Europea abbia sentenziato l'irregolarità di tale iscrizione fra 2014 e 2017), dall'Iran e dalla NATO, ma non dalla Russia, dall'India, dalla Cina, dal Brasile, dalla Svizzera, dall'Egitto e dalle Nazioni Unite. Le sue ali militari sono le Forze di Difesa del Popolo (HPG), l'Unità delle Donne Libere (YJA-STAR) e l'Esercito di Liberazione Nazionale del Kurdistan (ARGK).
Oltre che contro il governo turco (con cui è in vigore un cessate il fuoco dal 2013), il PKK era impegnato nella guerra contro lo Stato Islamico (ISIS) in Iraq e in Siria assieme ai peshmerga e all'YPG curdi - con cui ha stretti legami, tanto da essere considerate come due organizzazioni sorelle - ed è presente nella regione del Rojava. Il partito era inoltre molto noto per la sua difesa convinta dei diritti delle donne, spesso presenti come soldati effettivi nelle sue milizie armate, e la sua forte contrarietà al fondamentalismo islamico.
Nel 2015 il PKK ha interrotto la tregua con la Turchia, guidata da anni dal filo-islamico Recep Tayyip Erdoğan, uccidendo quattro poliziotti turchi; il Governo turco ha risposto bombardando postazioni del PKK in Iraq.

## Storia

### Gli inizi
Il PKK esordì in forma ideologica come evoluzione di una organizzazione maoista di Ankara dopo il golpe militare del 1971. Il 27 novembre 1978 il movimento si costituì in partito politico sotto la guida di Abdullah Öcalan, studente di scienze politiche ad Ankara, e di suo fratello Osman. Il partito, che all'inizio poteva contare su numerosi iscritti turchi, iniziò una campagna contro le istituzioni turche e, secondo il governo di Ankara, perseguitò le giovani reclute curde nell'esercito turco e invitò i simpatizzanti di origine turca a lasciare l'esercito.
Nel settembre 1980 l'esercito turco prese il potere con un colpo di Stato, furono sciolti tutti gli organi democratici del Paese, vietati i partiti politici e disciolto il Parlamento.
Fu vietato l'utilizzo della lingua curda, sia in forma scritta che orale, e fu vietata la diffusione della cultura curda.
Il PKK, come gli altri partiti, fu pesantemente attaccato dal governo: tra il 1980 e il 1983 furono eseguite 89 condanne a morte, centinaia di militanti furono arrestati e migliaia vennero indagati per "cospirazione".
Ciò contribuì alla frantumazione della sinistra in Turchia: i partiti marxisti turchi condannarono il PKK in nome dell'unità dei popoli.

### La scelta della lotta armata
Nel 1984 si ritornò a un governo formalmente democratico, ma a carattere monopartitico e fortemente condizionato dall'esercito; il PKK, non riconoscendo passi avanti sostanziali nel riconoscimento dei diritti dei curdi, prese le distanze dagli altri partiti democratici curdi indipendentisti, il PDK e l'UPK, e scelse la via della lotta armata.
Nella regione iniziò una stagione di violenza, con attentati da parte dei guerriglieri seguiti da feroci rappresaglie da parte dell'esercito turco; il PKK fu inoltre accusato di violenze contro gli stessi curdi che non ne condividevano le scelte.

### Il conflitto tra lo Stato turco e il PKK
Nel 1993 il PKK fece credere in una svolta, in intesa con il PDK e l'UPK, accettando di deporre le armi in cambio di un negoziato per la pace nel Kurdistan e sull'autonomia curda.
La tregua fu però ritenuta dai turchi un semplice diversivo da parte dei ribelli per procurarsi armi e organizzare nuovi attentati; il governo decise così di intensificare la repressione, che si estese anche ai turchi che sostenevano logisticamente ed economicamente il PKK. Furono arrestati dei simpatizzanti e una parlamentare, Leyla Zana, che affermò in un discorso in lingua curda nel parlamento turco la necessità della nascita di uno stato curdo su territorio turco.
In risposta alla repressioni e agli eccidi perpetrati dai turchi contro i civili curdi, il 30 giugno 1996 la giovane Zeynep Kınacı detta Zilan, militante dell'Esercito di Liberazione Nazionale del Kurdistan (braccio armato del PKK), si gettò con una bomba sotto i vestiti contro una parata militare turca, morendo nell'esplosione assieme a nove militari turchi.

### La vicenda Öcalan
Nel 1998 il leader Abdullah Öcalan giunse in Italia e chiese asilo politico, provocando un dibattito sull'opportunità (politica e giuridica) di accettare tale richiesta. Da Mosca Öcalan giunse a Roma il 12 novembre 1998 accompagnato da Ramon Mantovani, deputato di Rifondazione Comunista. Suo avvocato fu Giuliano Pisapia, dello stesso partito. Il leader del PKK si consegnò alla polizia italiana, sperando di ottenere in qualche giorno asilo politico. Ma la minaccia di boicottaggio verso le aziende italiane spinse il neo-formato governo D'Alema a ripensarci. Il governo italiano non poteva estradare Öcalan in Turchia, Paese in cui era ancora in vigore la pena di morte, né poteva concedergli asilo: la concessione dell'asilo spetta infatti, in Italia, alla magistratura, che infatti lo riconobbe a Öcalan, ma troppo tardi.
Il governo D'Alema prese tempo, mentre Öcalan soggiornava a Roma protetto dagli agenti della Digos; ciò irritò il governo turco e le forze di centrodestra italiane, favorevoli all'espulsione di Öcalan.
Amnesty International prese posizione sul caso, dichiarandosi contraria all'estradizione in Turchia dove Öcalan avrebbe potuto essere condannato a morte; l'organizzazione umanitaria riconobbe il leader del PKK colpevole di diversi crimini, chiedendo però che egli fosse processato in un Paese che fosse in grado di offrire le garanzie minime per la difesa. Il rifiuto della Germania, che da anni aveva emesso un mandato di cattura contro Öcalan, rese questa strada impossibile da percorrere. La comunità curda in Italia solidarizzò con Öcalan, compresi coloro che non appoggiavano il PKK, in nome dell'unità curda. Anche alcuni membri e sostenitori del governo italiano spingevano per l'asilo politico a Öcalan, come il Ministro della Giustizia Oliviero Diliberto (Partito dei Comunisti Italiani) e Armando Cossutta (sempre del PDCI).
Nel 1999, quando era ormai chiaro che non avrebbe avuto asilo politico in Italia, Öcalan "venne accompagnato" in Kenya; poco dopo fu tuttavia intercettato da agenti della CIA e del MIT (i servizi segreti turchi) ed estradato in Turchia. La beffa arrivò 2 mesi dopo: un tribunale italiano riconobbe a Öcalan il diritto all'asilo politico in Italia, quando il leader del PKK, condannato all'ergastolo, era ormai detenuto in un carcere di massima sicurezza turco.

### Anni 2000
Nel maggio 2000 l'Europa invitò a Strasburgo, come portavoce permanente, un rappresentante del Kurdistan turco; sull'onda degli attentati dell'11 settembre 2001, però, il PKK fu inserito nella lista delle organizzazioni terroristiche e il processo avviato dall'Europa entrò in una fase di stallo.
Nel 2006 il governo turco approvò una legge secondo cui i minori che manifestano sostegno alle formazioni riconducibili al PKK possono essere arrestati secondo procedure normali per il caso. Inoltre l'avvocato Thair Elci, noto per difendere a livello giuridico i minorenni incarcerati per l'accusa di sostegno al terrorismo curdo, afferma: «Secondo la decisione dell'alta corte, gli inquirenti non necessitano di prove per affermare che qualcuno abbia commesso reato in nome del PKK. La sola partecipazione a una manifestazione di piazza costituisce prova sufficiente».
Inoltre il leader del PKK ha valutato positivamente le dichiarazioni del presidente turco, Abdullah Gul che, in occasione della sua recente visita in Siria, ha espresso la necessità di risolvere il problema curdo e la sua speranza in una vicina e pacifica soluzione. Qarayland ha detto che « [...] le dichiarazioni di Gul devono essere accompagnate da passi concreti», anche se c'è da aggiungere che gli scontri fra esercito Turco e combattenti del PKK sono all'ordine del giorno, con perdite da entrambe le parti.

### Anni 2010
Il 14 luglio del 2011, nell'imboscata più sanguinosa degli ultimi tre anni, guerriglieri indipendentisti curdi del PKK hanno ucciso 13 soldati nel sud-est della Turchia ferendone altri sette. Le forze armate turche hanno reagito uccidendo almeno sette membri del PKK nel più recente capitolo di una questione etnica che, in un quarto di secolo, ha fatto decine di migliaia di morti e stenta a trovare soluzione politica, come testimonia il boicottaggio curdo al parlamento di Ankara. Gli scontri sono avvenuti nell'impervia zona di Silvan, città situata a un'ottantina di chilometri a est di Diyarbakir, la 'capitale' dell'indipendentismo curdo.
Il 25 luglio del 2011 altri tre soldati turchi sono stati uccisi in un'imboscata dei guerriglieri nel sud-est del Paese, in una zona rurale, nei pressi della cittadina di Omerli (provincia di Mardin).
Il 17 agosto del 2011 aerei da guerra turchi hanno sconfinato nello spazio aereo iracheno per bombardare postazioni dei guerriglieri curdi del PKK.
Il 24 settembre del 2011 i guerriglieri curdi del PKK hanno lanciato un attacco a una piccola stazione di polizia nel sud-est della Turchia uccidendo cinque poliziotti e ferendone una decina.
A marzo 2013 Öcalan ha annunciato il "cessate il fuoco" e il ritiro dei guerriglieri del PKK dal territorio turco, dando il via alle trattative di pace con la Turchia.
A partire dal 2012 il PKK supporta la rivoluzione del Rojava, controllato dalle milizie curde del PYD in opposizione all'ISIS, dove sta venendo messa in campo l'ideologia comunista libertaria sotto forma di un "confederalismo democratico" basato sulla democrazia diretta e su un'economia solidale ed ecologica.
Nel 2015 il PKK dichiara la tregua finita, dichiarazione fatta dopo giorni di bombardamenti da parte del governo turco.

### 2025 - Dichiarazione di cessate il fuoco e scioglimento[36]
Il 1º marzo 2025, il PKK ha dichiarato un cessate il fuoco immediato, rispondendo all'appello del leader incarcerato Abdullah Öcalan, che ha invitato il gruppo a deporre le armi e sciogliersi. Il Comitato Esecutivo del PKK ha annunciato l'intenzione di convocare un congresso per discutere lo scioglimento dell'organizzazione, sottolineando la necessità che Öcalan partecipi personalmente al processo. Il 12 maggio 2025 il PKK ha annunciato la fine della lotta armata e lo scioglimento dell'organizzazione.